# Konrad Weise
Konrad Weise, född den 17 augusti 1951 i Greiz, är en före detta tysk (östtysk) fotbollsspelare. Under nästan hela sin karriär spelade han för klubblaget FC Carl Zeiss Jena (1970–1986). Han spelade även 86 matcher för Östtysklands landslag och deltog vid Världsmästerskapet i fotboll 1974.